# Андреј
Андреј је хришћанско мушко име, које се јавља у Србији, Пољској, Словачкој, Чешкој, Словенији, Хрватској и Русији и које потиче од грчког имена „Andreas“, односно речи „andreios“ која означава онога који је храбар, мужеван. Према једном тумачењу, значење је „човек“, „мушкарац“, „ратник“. Андреј је такође календарско име.

## Имендан
Имендан се слави у Србији (13.децембар), Чешкој (11. октобар) и Словачкој (30. новембар).

## Популарност
Ово име, као и варијанте овог имена на разним језицима су популарне у многим земљама захваљујући томе што се тако звао један од дванаесторице апостола. Ова варијанта је у Словенији од 2003. до 2005. била међу првих 60, а у Србији је у истом периоду била на 19. месту.У Београду у периоду од 2010 до 2015, име Андреј се налазило на 11. месту, 2015 на 6. месту, а 2016. године се налазило на 10. месту. Док је 2018. године име Андреј било на 8. месту најчешћих имена за дечаке у Београду.

## Изведена имена
Од овог имена изведена су имена Андра, Андреја, Андрија и Андријана.

## Познате личности
- Свети Андреј Стратилат — хришћански светитељ
- Андреј Критски — хришћански светитељ
- Апостол Андреј Првозвани
- Андреј Шепетковски — српски глумац
- Андреј Мркела — српски фудбалер
- Андреј Карађорђевић — српски принц
- Андреј Магдевски — македонски кошаркаш
- Андреј Павел — румунски тенисер
- Андреј Рубљов — хришћански иконописац и светитељ
- Андреј Палеолог — византијски владар